# 丁沃尔
丁沃尔（英语：Dingwall；苏格兰盖尔语：Inbhir Pheofharain；低地苏格兰语：Dingwal），是英国苏格兰高地行政区的一个城镇。总人口5491（2011年）。罗斯郡足球俱乐部位于该镇。